# Didier Robert
Didier Georges Anthony Robert (ur. 26 kwietnia 1964 w Saint-Pierre) – francuski i reunioński polityk i samorządowiec, deputowany XIII kadencji, w latach 2010–2021 przewodniczący rady regionalnej Reunionu.

## Życiorys
Absolwent Instytutu Nauk Politycznych w Aix-en-Provence. Pracował w administracji samorządowej, doszedł do stanowiska dyrektora gabinetu Alaina Bénarda, mera Saint-Paul. W 2001 został radnym miasta Le Tampon, w 2004 radnym reuniońskiej rady regionalnej, w której zasiadał przez trzy lata.
W 2006 objął stanowisko mera Le Tampon, zastępując wieloletniego burmistrza André Thien Ah Koona, który ustąpił w związku z orzeczeniem sądu karnego.
Didier Robert wystartował w wyborach parlamentarnych w 2007 w jednym z reuniońskich okręgów wyborczych jako przedstawiciel Unii na rzecz Ruchu Ludowego. Uzyskał mandat poselski do Zgromadzenia Narodowego, pokonując w drugiej turze prezydenta Reunionu Paula Vergès. W 2010 wybrany na przewodniczącego rady regionalnej Reunionu (prezydenta tego regionu). W 2014 w trakcie kadencji objął mandat senatora. W grudniu 2015 jako kandydat centroprawicy, w tym powstałych na bazie UMP Republikanów, z powodzeniem ubiegał się o prezydencką reelekcję. W 2021 nie został wybrany na kolejną kadencję, przegrywając z Huguette Bello. Pozostał członkiem rady regionalnej na kolejną kadencję.
W 2018 zrezygnował z członkostwa w Republikanach.